# Balåliden
Balåliden är ett naturreservat i Bjurholms kommun i Västerbottens län.
Området är naturskyddat sedan 2015 och är 120 hektar stort. Reservatet omfattar en sträcka av Balån och områden omkring. Reservatet består av blandbarrskog med inslag av lövträd närmat ån.